# トルシクレート
トルシクレート（INN：tolciclate）は、外用薬として使用される、チオカルバメート系抗真菌薬の1つである。

## 構造

（参考）トルナフタートの構造。

トルシクレートの化学式はC20H21NOS、モル質量は323.454 g/molである。トルシクレートは、同じく化学構造でチオカルバメート系抗真菌薬に分類される薬物であるトルナフタートと、構造が似ている。

## 作用機序
トルシクレートはスクアレンエポキシダーゼを阻害する事によって、真菌の細胞膜の構成成分の1つであるエルゴステロールの生合成を妨害するために、抗真菌作用を発揮する。これはトルナフタートと全く同じ作用機序である。さらに、トルシクレートが効き易い真菌は表皮糸状菌で、いわゆる白癬を引き起こす真菌であり、その点も他のチオカルバメート系抗真菌薬と同じである。

## 製剤
トルシクレートの剤形は、いずれも外用剤である。剤形としては、クリーム剤、外用液剤が開発された。これらの薬剤は、体表部に感染した白癬の治療に用いる場合がある。

## 歴史
トルシクレートは1973年に合成された。トルシクレートと似た構造のトルナフタートは1963年に合成された。